# Бугеа де Жос (Прахова)
Бугеа де Жос (рум. Bughea de Jos) насеље је у Румунији у округу Прахова у општини Гура Витиоареј. Oпштина се налази на надморској висини од 373 m.

## Становништво
Према подацима из 2002. године у насељу је живело 1046 становника, од којих су сви румунске националности.